# Гнетово (Рязанская область)
Гнетово — деревня в Рязанском районе Рязанской области России. Входит в состав Дубровического сельского поселения.

## География
Деревня находится на расстоянии 15 км к востоку от города Рязань, административного центра района и области.

### Часовой пояс
Деревня Гнетово, как и вся Рязанская область, находится в часовой зоне МСК (московское время). Смещение применяемого времени относительно UTC составляет +3:00.

## Население
| 2010 |
| ---- |
| 24   |

## Улицы
В деревне имеется одна улица — Берёзовая.